# Río Noatak
El río Noatak (del inglés: Noatak River) es un importante río costero de la vertiente ártica de los Estados Unidos que discurre por la parte noroeste del estado de Alaska. Las cabeceras del río están en el flanco norte del monte Igikpak, en las montañas Schwatka de la cordillera Brooks, en el parque nacional Puertas del Ártico. El Noatak fluye generalmente hacia el oeste durante 684 km hasta desembocar en el Kotzebue Sound, en el mar de Chukotka. Drena una amplia cuenca de 32 630 km, similar a países como Moldavia (136.º), Bélgica (137.º) o Lesoto (138.º).

## Geografía

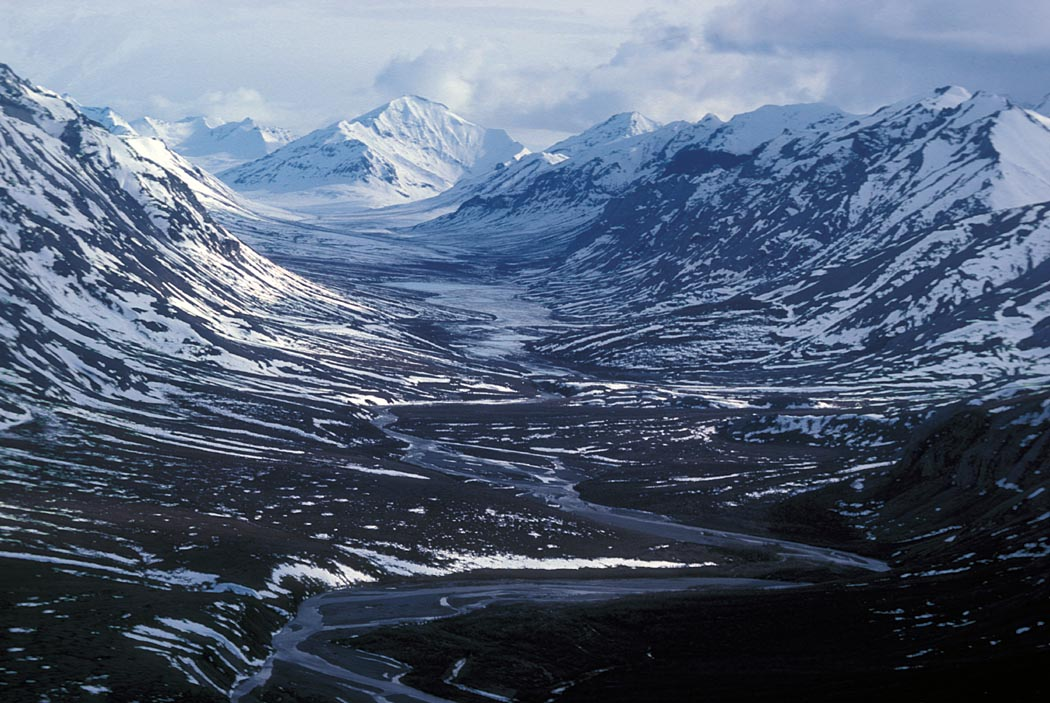
Vista aérea del río de Noatak y su valle glacial.

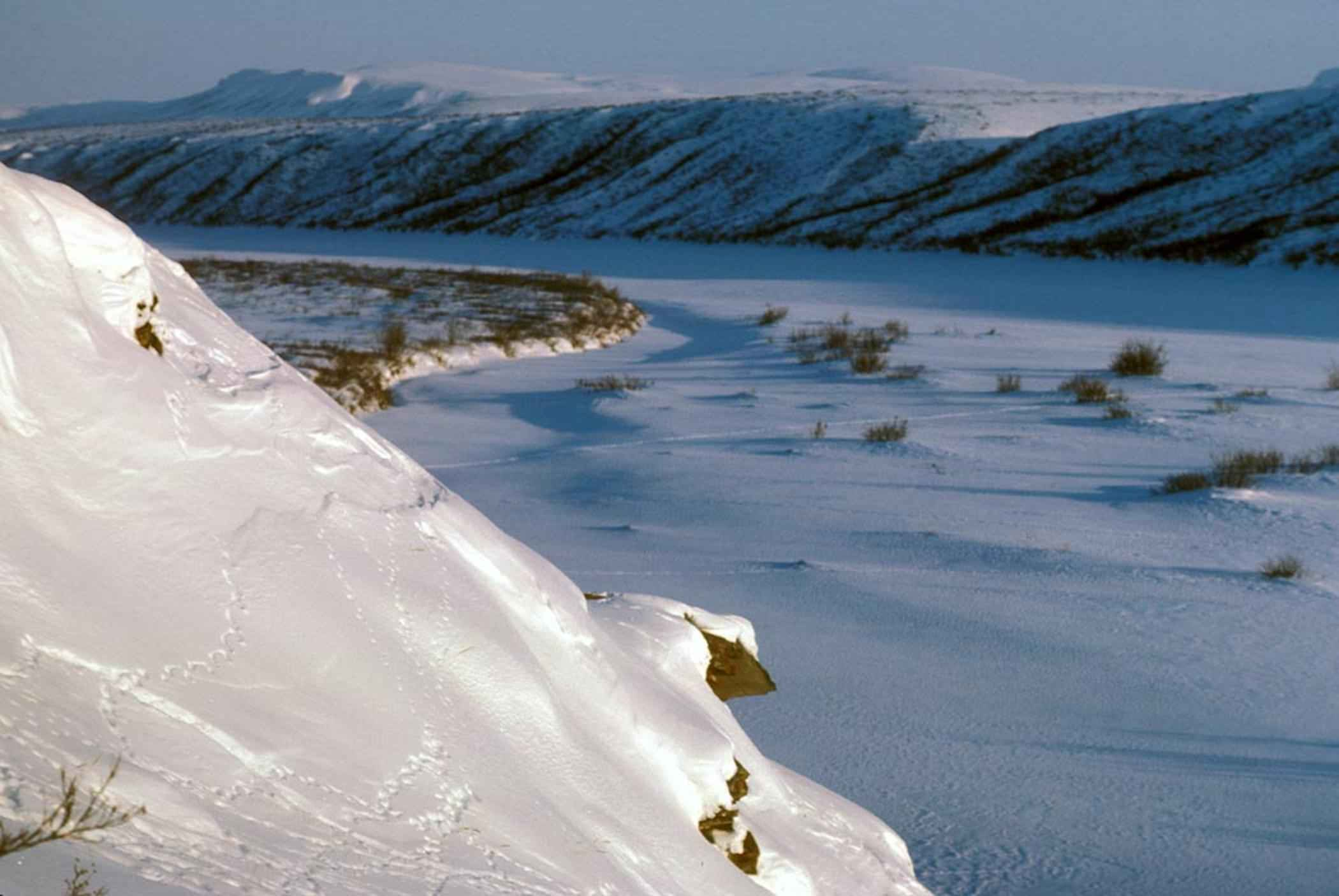
El río cubierto de nieve en inviernol.

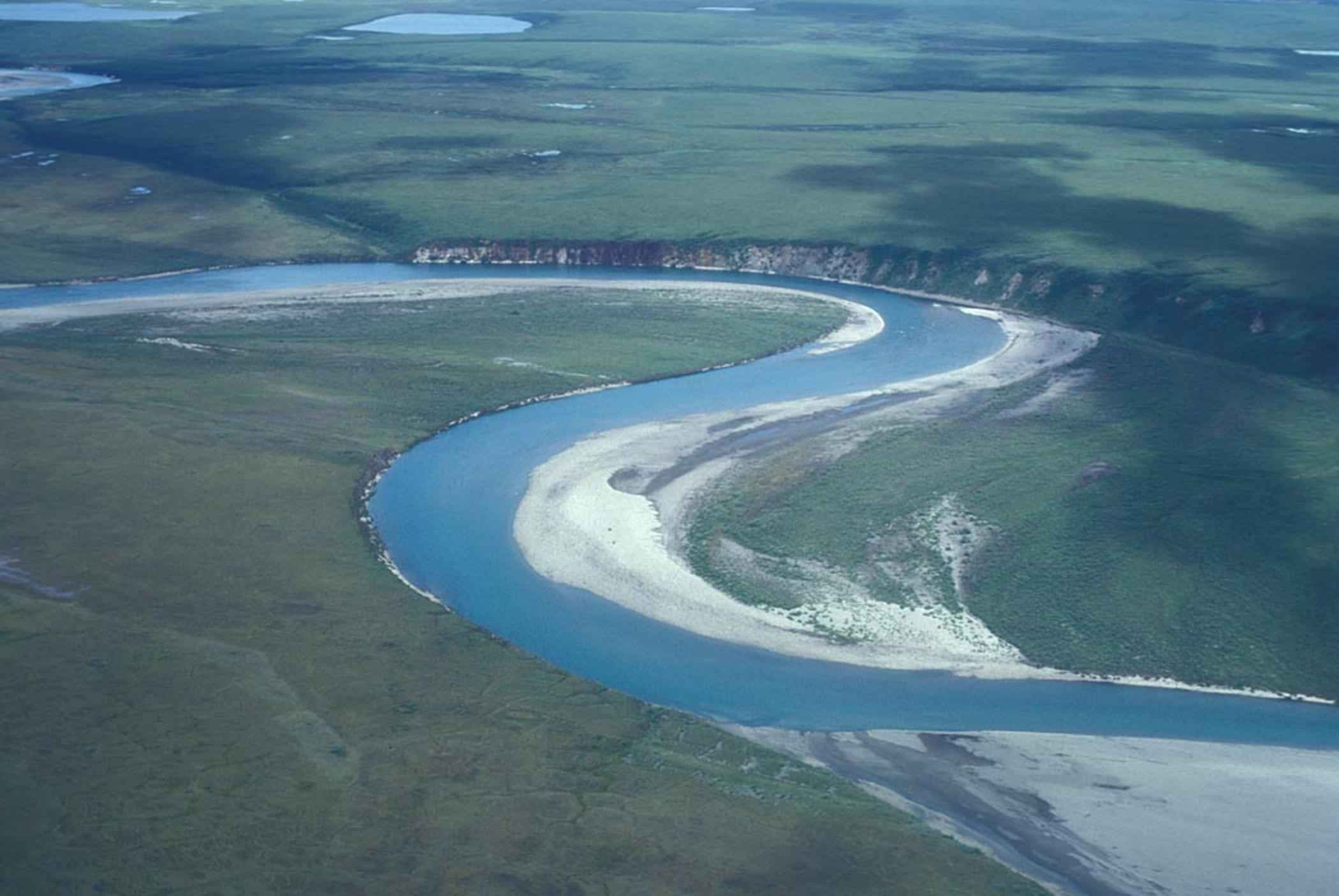
Curso medio del río.

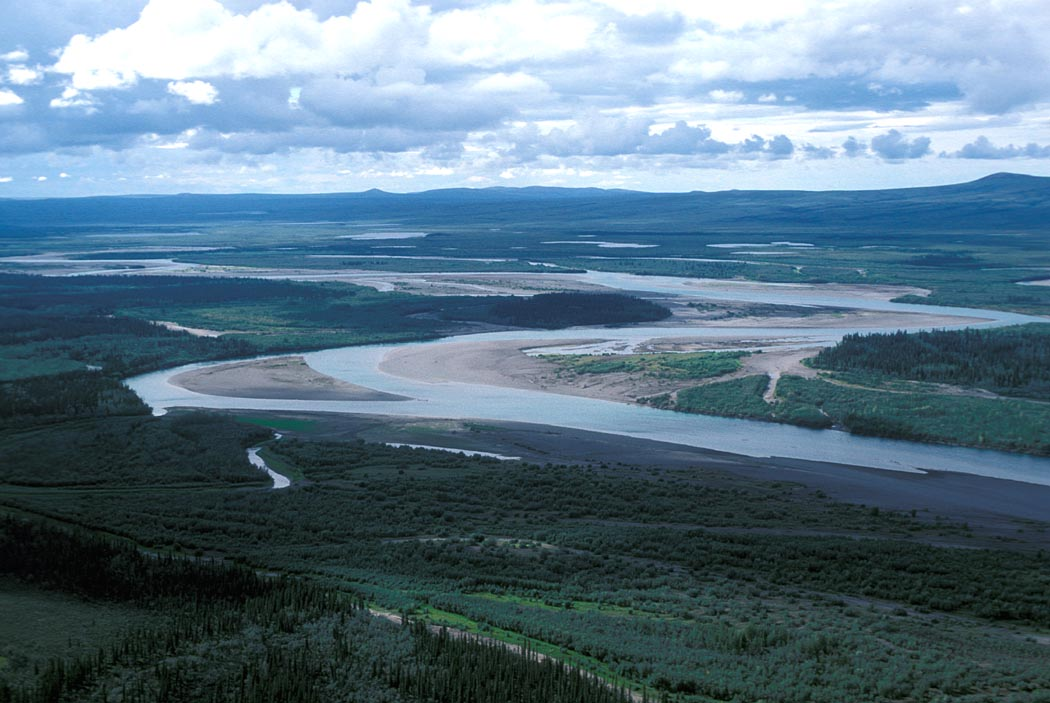
Llanuras del río (agosto 1977).

El curso entero del río se encuentra al norte del círculo polar ártico. Dejando el parque nacional Puertas del Ártico el río entra en la preserva nacional Noatak, establecida en 1978, que delimita exactamente la cuenca del río. Toda la cuenca del río Noatak, no solo el propio río, se encuentra dentro de estas dos áreas protegidas, desde las cabeceras desde donde sale de la preserva nacional Noatak, que es un punto a unos 20 km río arriba del pueblo de Noatak y los 145 km del río aguas arriba del delta del río en el Kotzebue Sound. Incluso en esta última parte del río la mayor parte de la cuenca se encuentra dentro bien de la preserva nacional Noatak o del monumento nacional Cabo Krusenstern, establecida en 1980, con solo el valle inmediato del río fuera de estas áreas protegidas. La cuenca del Noatak es la mayor cuenca sin alteraciones en los Estados Unidos. La Preserva Nacional Noatak sola comprende 26 587,46 km².
Hay pequeñas inholdings de tierras privadas dentro de la preserva nacional, algunos de ellos tienen cabinas privadas. El único asentamiento permanente a lo largo del río de Noatak es el pueblo de Noatak. El pueblo cuenta con una pista pública de aterrizaje de grava iluminada de 1200 m de longitud, con varias tiendas pequeñas, oficina de correos y una escuela.
El Noatak es alimentado por una cuenca relativamente grande: como en algunos otros grandes ríos árticos trenzados, los raros eventos de lluvias graves pueden dar lugar a una rápida inundación temporal, con una profundidad de varios metros, de barras del río normalmente secas. Hay unos pocos pequeños glaciares remanentes en las montañas Schwatka, aunque su contribución al caudal de agua del Noatak es insignificante.

## Flora y fauna

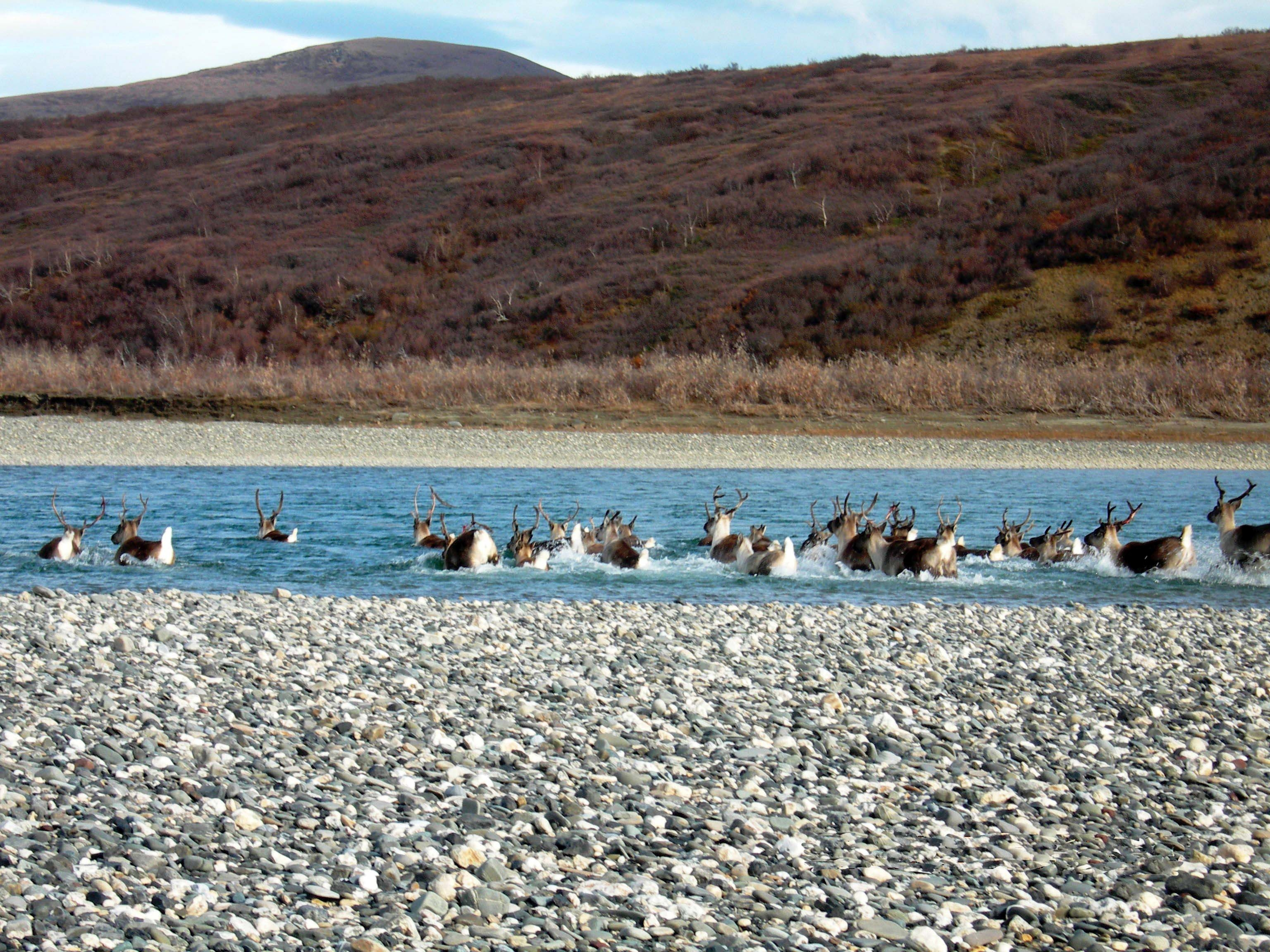
Renos cruzando el Río Noatak.

La vegetación en el Noatak está determinada por la tundra y el bosque boreal en los valles de los ríos y la tundra alpina con sauces, brezos, hierbas amargas y musgos en las tierras altas adyacentes. En las estribaciones húmedas existen pastos de algodón, abedules enanos y alisos. Los bosques de piceas son comunes en toda la región.
Viven en la cuenca del río Noatak el caribú, alce, carnero o muflón de Dall, oso pardo, lobo, zorro, lince, marta, castor y rata almizclera. En el propio río y sus afluentes hay grandes existencias de trucha alpina y tímalo ártico.

## Origen del nombre
Nombrado Inland River (‘río Interior’) por el cirujano John Simpson de la Royal Navy en un mapa que preparó en 1853, su expresión parece ser una traducción general del nombre inuit Nunulak, según el Servicio Geológico de Estados Unidos. El nombre Nunatak también podría significar ‘nueva tierra’ o ‘perteneciente a la tierra’.

## Designación como río salvaje y paisajístico
El 2 de diciembre de 1980, el Congreso de los Estados Unidos estableció los 530 km (kilómetros) del Noatak, desde su nacimiento en el parque nacional Puertas del Ártico hasta la desembocadura del río Kelly en la preserva nacional Noatak, se convirtió en parte del Sistema de ríos salvajes y paisajísticos nacionales. La zona está bajo la administración del Servicio de Parques Nacionales.